# Makoto (Street Fighter)
Pour les articles homonymes, voir Makoto.
Makoto (誠/まこと) est un personnage de fiction issu de la franchise Street Fighter. Il s'agit d'une jeune fille japonaise pratiquant le karaté, et faisant sa première apparition dans Street Fighter III: 3rd Strike - Fight for the Future, troisième mouture du troisième opus de la franchise, titre sorti en 1999,.

## Biographie
Née le 1er juillet 1983 dans la campagne japonaise, Makoto est une jeune fille passée maître dans le karaté dit Rindoukan. Depuis la mort de son père (Masaru/マサル), le dojo de ce dernier est tombé dans l'oubli ; Ainsi décide-elle d'en redorer le blason en s'inscrivant au tournoi, avec le désir sous-jacent d'affronter Ryu. À la fin de 3rd Strike, Makoto parvient à ses fins et reçoit de nombreux élèves. Mais Makoto se montre implacable. En effet, elle impose à ses élèves de la battre afin de connaitre les secrets de son art et, s'ils échouent, ils sont exclus du dojo. Restée jusqu'ici invaincue, elle perdit ses élèves l'un après l'autre. Dans Super Street Fighter 4, le dojo de Makoto tombe en ruines et celle-ci n'a plus assez d'argent pour le restaurer convenablement. Elle décide donc de participer au tournoi mondial d'arts martiaux afin de le sauver tout en en faisant la promotion. En route, elle rencontre la star du cinéma d'action de Hong Kong, Fei Long, et le mit au défi de la vaincre. La jeune karatéka espère qu'en le battant, elle accroîtra la réputation de son dojo. Mais à la fin de Super Street Fighter 4, les efforts de Makoto seront vains : n'ayant pas empoché le moindre argent pendant le tournoi, elle décide de restaurer son dojo par ses propres moyens.

## Apparence
Makoto mesure 1,60 m pour 50 kilos. Ses cheveux sont plutôt courts et noirs et a des yeux de couleur marron. Elle porte un kimono blanc ainsi qu'un ruban jaune autour de son cou, ayant appartenu à son père. Dans la plupart de ses apparences vidéoludiques, c'est la couleur de son maillot de corps qui différencie les costumes.  La plupart des joueurs ont initialement pris Makoto pour un jeune homme à cause de sa coiffure assez garçon manqué, de ses pieds disproportionnés ainsi que de sa poitrine peu développée. Dans le jeu lui-même, certains combattants se méprennent sur le sexe de la jeune femme, ce qui a le don de l'agacer. Dans Super Street Fighter IV, Makoto apparaît plus féminine de par ses traits et sa poitrine plus développée. Seul Rufus se méprend toujours sur son apparence.
Avant la sortie de 3rd Strike, des rumeurs ont circulé parmi les joueurs selon laquelle Makoto serait la petite sœur de Ryu. Cette rumeur n'a jamais été démentie, mais n'a aucun fondement dans le canon historique de la série Street Fighter III.

## Caractère
Makoto est une combattante de pure souche qui se bat pour la gloire et l'honneur de son père. Elle consacre sa vie à l'entrainement et au dépassement de soi, tout comme Ryu. Elle aime les défis mais refuse le combat sans intérêt. Elle se montre d'une grande agressivité durant les combats de par le karaté qu'elle pratique : le Rindoukan. C'est donc une jeune fille pleine d'honneur et de courage qui force le respect des autres combattants. En dehors des combats, Makoto se montre plus calme et plus posée et assez soucieuse vis a vis de son dojo. Elle est peu souriante et avenante en raison de la pratique intensive de son art ; mais dans Super Street Fighter IV, Makoto apparaît plusieurs fois souriante dans ses cinématiques d'introduction et de fin, la rendant plus sympathique en ayant perdu cette dureté qu'elle avait dans Street Fighter III: 3rd Strike. Or, la Série Street Fighter IV prédate la série Street Fighter III : Rien pour le moment explique pourquoi Makoto semble avoir perdue sa joie de vivre entre les quatrième et troisième opus, puisqu'elle est -pour le moment- absente des cinquième et sixième opus censés se dérouler entre les quatrième et troisième.

## Style de combat
Makoto pratique le karaté Rindoukan transmis par son père. Cette variante du karaté traditionnel proche du Shotokan consiste à être constamment au corps à corps, son hayate permet de se rapprocher de son adversaire avec vitesse et violence. Elle porte des attaques violentes et puissantes. Son coup favori est le Seichusen Godanzuki, qui consiste à envoyer l'adversaire dans les airs grâce à un coup de poing puissant.

## Apparitions
Makoto apparaît pour la première fois dans Street Fighter III 3rd Strike en 1999, et y est doublée par Makoto Tsumura. Certains joueurs furent déçus par l'absence de Makoto dans la mouture originale de Street Fighter IV, mais elle est présente dans Super Street Fighter IV en compagnie du boxeur anglais Dudley et de la ninja Ibuki, tous deux issus de Street Fighter III.
Makoto, pour l'instant, n'est jamais apparue à l'écran d'un film.